# Goethe-Link-Observatorium
Das Goethe-Link-Observatorium ist eine Sternwarte in der Nähe der Kleinstadt Brooklyn im US-Bundesstaat Indiana. Das Observatorium befindet sich im Besitz der Indiana University und wird von der Indiana Astronomical Society betrieben.
Der Bau der Sternwarte begann im Jahr 1937. Das Teleskop wurde 1939 erstmals in Betrieb genommen. Die Namensgebung erfolgte zu Ehren von Goethe Link, einem Arzt aus Indianapolis, Indiana, der das Observatorium mit seinen privaten Mitteln errichten ließ. 1948 übergab Link die Sternwarte als Schenkung an die Universität von Indiana.
Am Goethe-Link-Observatorium wurde eine Reihe von Asteroiden entdeckt. Diese sind am Minor Planet Center (MPC) unter „Indiana University“ gelistet, welches hier von 1949 bis 1967 das Indiana Asteroid Program durchführte. Zu Ehren des Gründers wurde einer der hier entdeckten Asteroiden mit (1728) Goethe Link benannt.